# Aellopos titan
Aellopos titan, popularmente conhecida como mariposa-esfinge e mariposa-beija-flor, é uma espécie de artrópode lepidóptero, mais especificamente de mariposa, pertencente à família dos esfingídeos (Sphingidae).

## Taxonomia e sistemática
Aellopos titan foi descrito por Pieter Cramer em 1777, sob o nome de Sphix titan. A espécie foi transferida ao seu gênero atual por Jacob Hübner em 1819. Foi transformada em sinônimo de Macroglossa tantalus (atual Aellopos tantalus) por Augustus Radcliffe Grote e sinônimo de Aëllopos [sic] tantalus por Peter Maassen em 1880. Em 1903, foi restabelecida como espécie por Charles Rothschild e Karl Jordan. Atualmente são reconhecidas duas subespécies:
- Aellopos titan titan - Brasil
- Aellopos titan cubana (Clark, 1936) - Cuba

## Descrição
Aellopos titan tem envergadura de 55 a 65 milímetros. Seu corpo é marrom-escuro (esverdeado dorsalmente no tórax, branco na parte inferior) com uma larga faixa branca no abdome. Suas asas são marrom-escuras. A parte superior da asa posterior apresenta manchas claras ao longo da costa e da margem interna. A parte superior da asa anterior apresenta uma mancha preta na extremidade da célula e duas faixas de manchas brancas translúcidas. Suas faixas na asa anterior são formadas por linhas brancas simples, ao contrário de Aellopos fadus, cujas linhas são formadas por manchas brancas duplas.

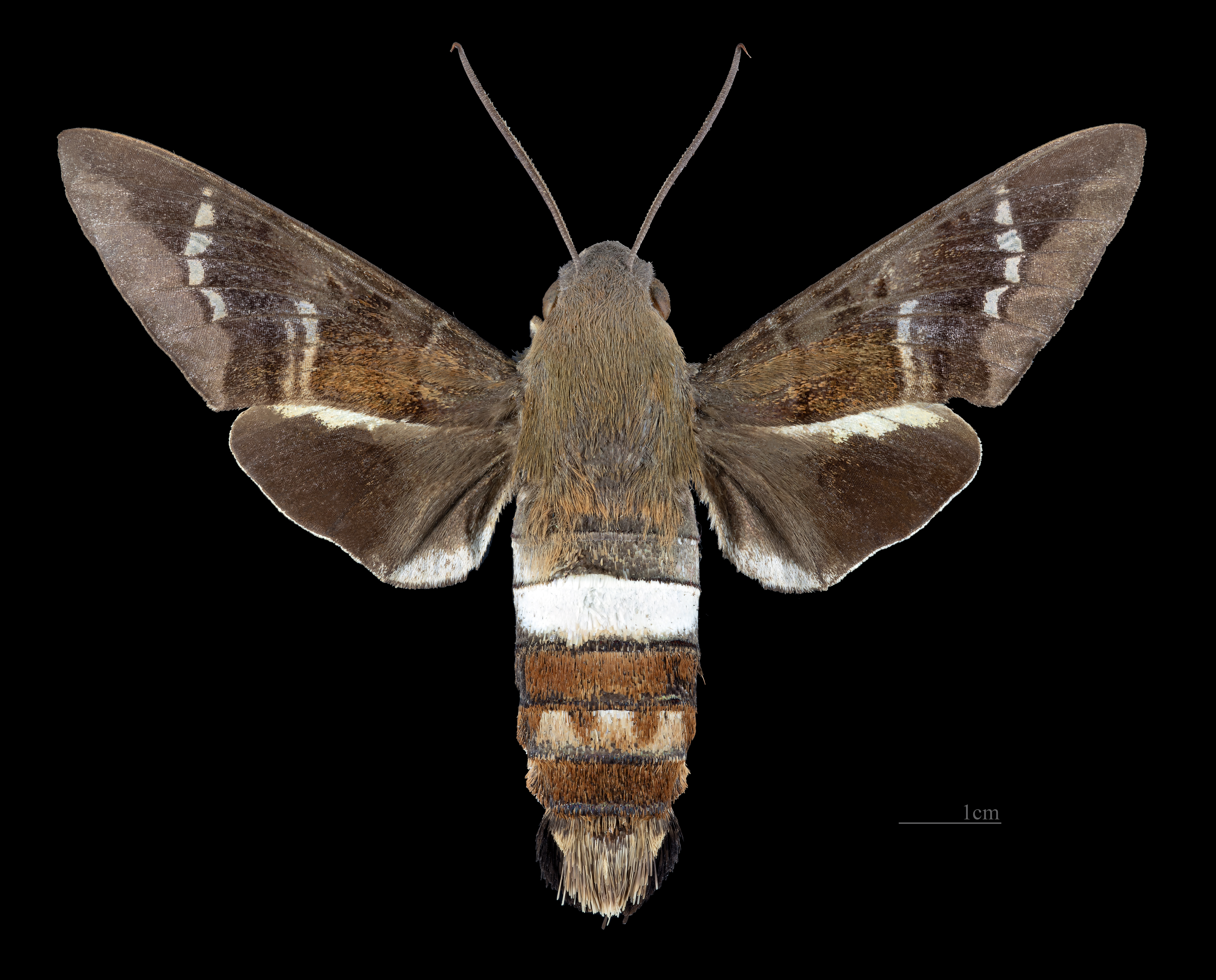
macho, lado dorsal
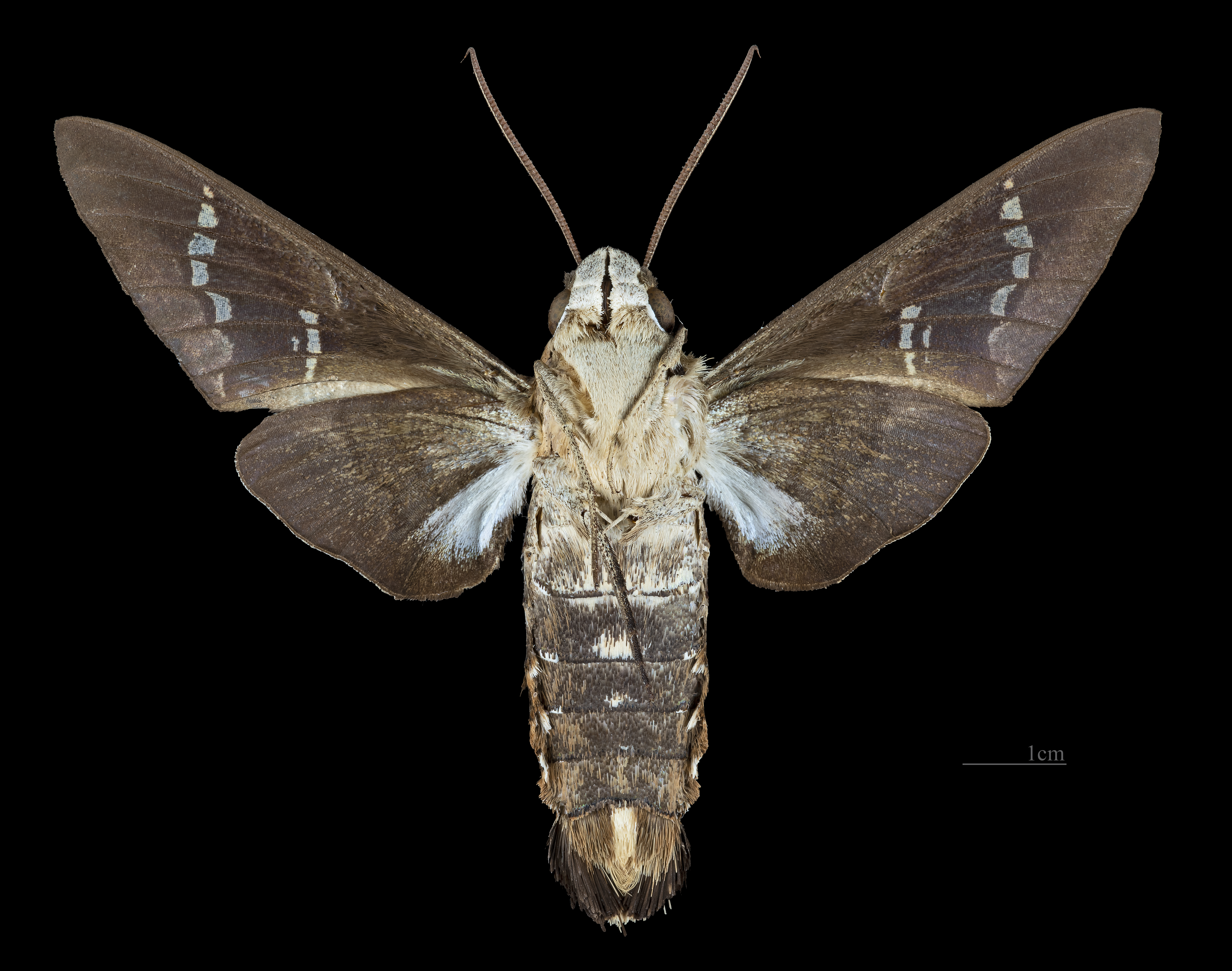
macho, lado ventral
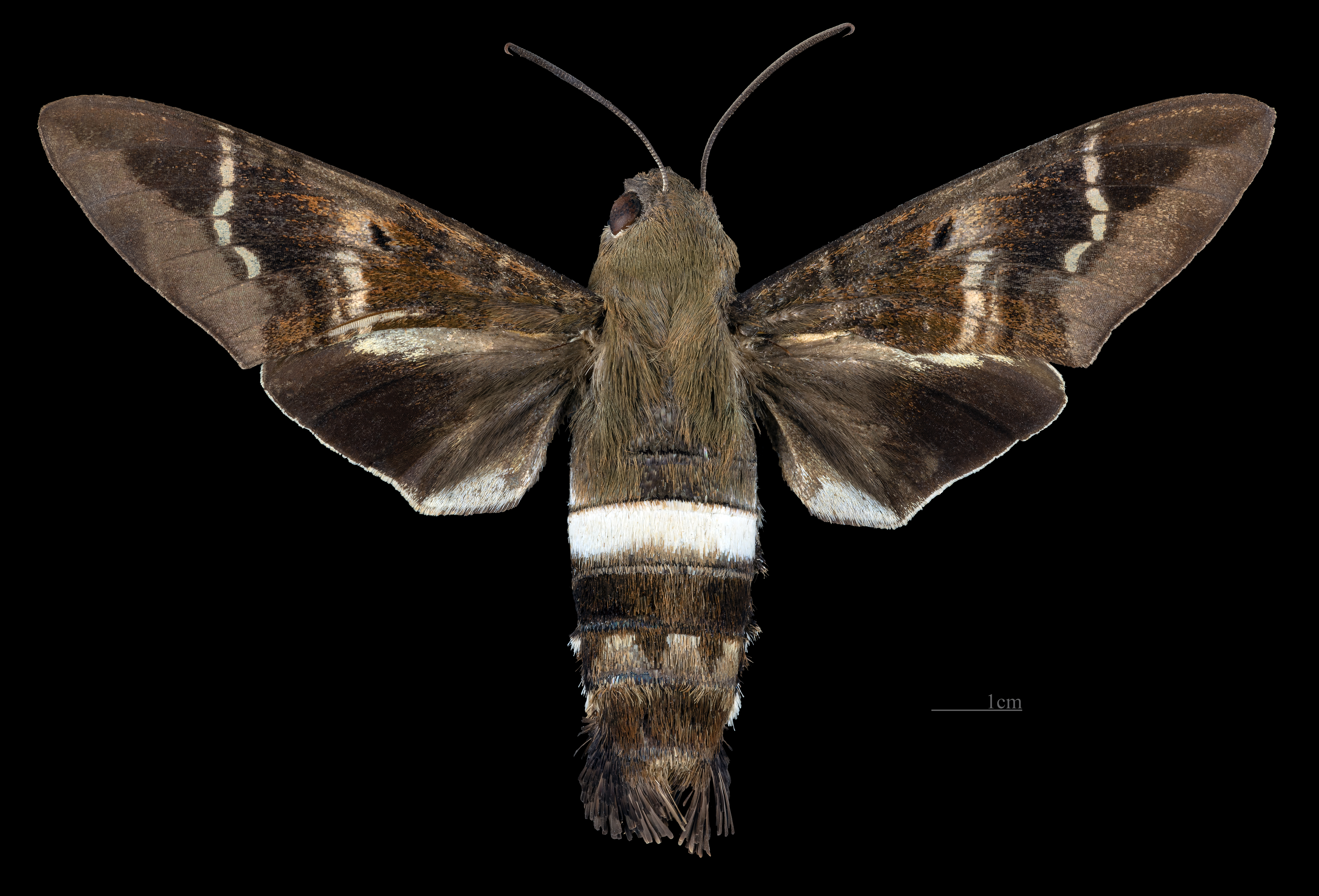
fêmea, lado dorsal
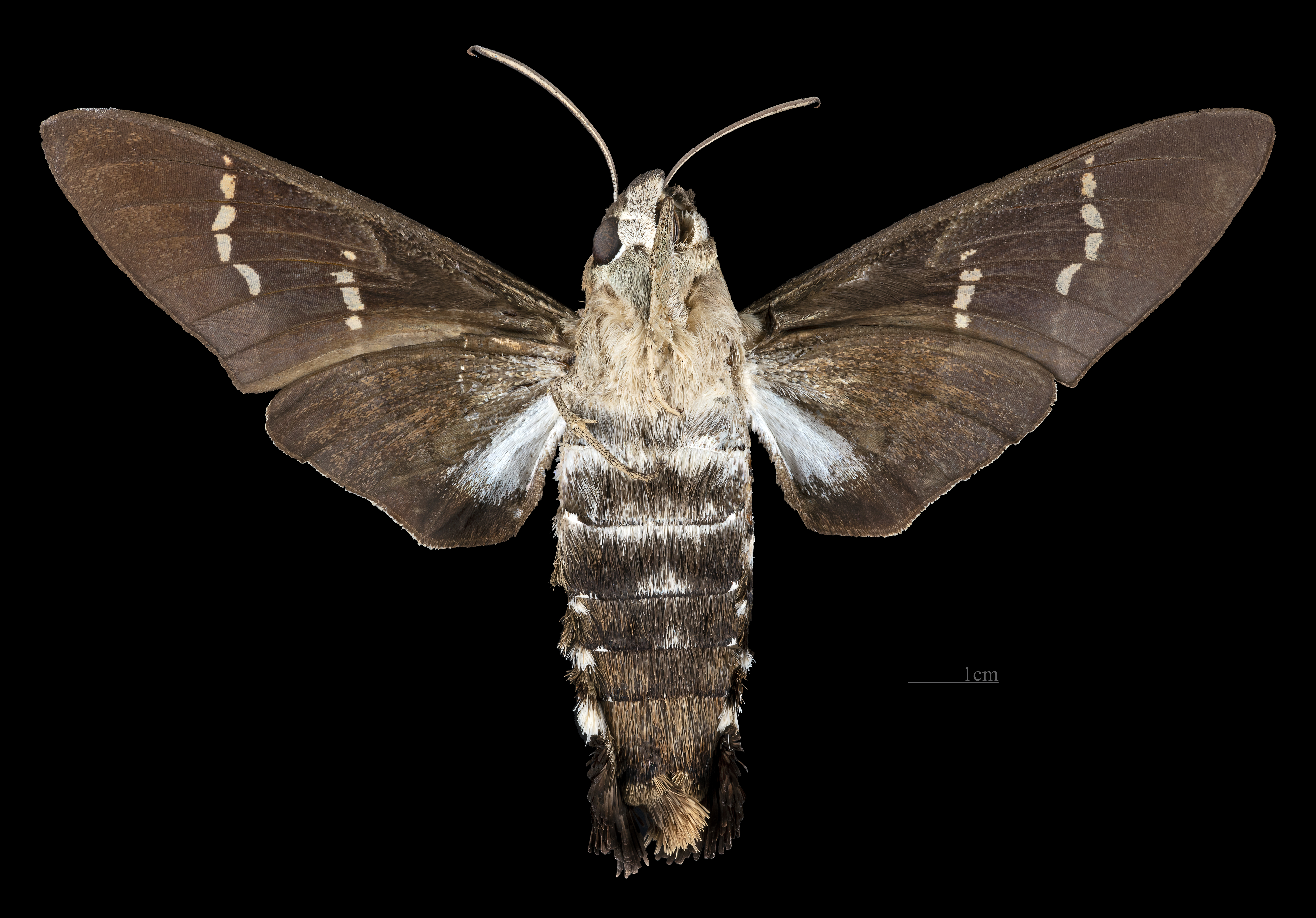
fêmea, lado ventral

## Distribuição e habitat
Aellopos titan habita todos os tipos de habitat, de áreas desérticas a florestas tropicais, nos biomas da Amazônia, Cerrado, Mata Atlântica e Pampa. Se distribui desde os Estados Unidos no Maine ao norte, Iova, Michigão, Minesota e Dacota do Norte no oeste e Arizona no sul, por toda a América Central e pela América do Sul até o Uruguai e norte da Argentina. No Brasil, em particular, segundo dados do Sistema de Informação sobre a Biodiversidade Brasileira (SiBBr) e o Instituto Chico Mendes de Conservação da Biodiversidade (ICMBio), há ocorrências da espécie nos estados de Alagoas, Bahia (São Desidério), Distrito Federal (Brasília), Espírito Santo, Maranhão (Balsas, Feira Nova do Maranhão e Imperatriz), Mato Grosso (Diamantino), Minas Gerais (Uberlândia), Paraná (Jaguariaíva), Paraíba, Pará, Rio Grande do Sul, Rio de Janeiro, Santa Catarina (Blumenau, Bombinhas, Florianópolis, Laguna, Penha, Ponte Alta do Norte, Joaçaba, São Bento do Sul e Seara), São Paulo, Ceará e Tocantins (Palmas). Em termos hidrográficos, ocorre nas sub-bacias da foz do Amazonas, do Guaíba, do Jequitinhonha, dos litorais de Alagoas, Pernambuco, Paraíba, Ceará, Rio de Janeiro e Rio Grande do Sul, do Paraguai 03, do Paranaíba, do Alto Parnaíba, do Médio São Francisco, do Alto e Baixo Tocantins, do Alto e Médio Uruguai.

## Ecologia
Aellopos titan é uma espécie de hábitos diurnos e sua alimentação é herbívora (fase larval) e nectarívora (fase adulta). Os adultos eclodem de pupas formadas em câmaras subterrâneas rasas. As fêmeas chamam os machos com um feromônio liberado por uma glândula na ponta do abdome. Seus ovos são amarelo-esverdeados e translúcidos e geralmente são depositados individualmente na folhagem ou nos brotos. Em poucos dias, a larva em desenvolvimento pode ser vista através da casca do ovo. As lagartas entram em pupa em casulos soltos em câmaras subterrâneas rasas. As pupas são escuras, lisas, brilhantes e relativamente finas.

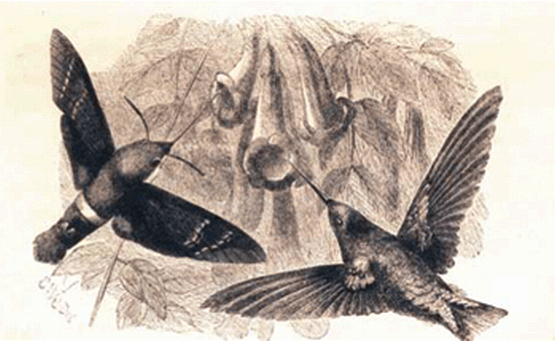
Ilustração de 1863 que compara Aellopos titan e um beija-flor

Registrou-se que Randia formosa, o jenipapeiro (Genipa americana), R. monantha, R. aculeata e Alibertia edulis (Costa Rica) e Tocoyena formosa (Chapada dos Veadeiros, em Goiás, Botucatu e Pratânia, em São Paulo) como plantas hospedeiras e as larvas se alimentam de Casasia clusiifolia, Cephalanthus occidentalis e R. mitis, R. monantha, R. aculeata, Albizzia adinocephala e R. grandifolia. Adultos visitam gervão (Stachytarpheta cayennensis), S. glabra, Lantana spp., Inga edulis, I. laurina, I. vera, Amaioua guianensis, Faramea cyanea, Palicourea rigida, Vochysia cinnamomea, V. thyrsoidea e V. tucanorum. No Rio Grande do Sul, foram registradas visitas em flores de Bougainvillea spp. e Jasminum spp.

### Mimetismo
Aellopos titan é capaz de imitar beija-flores por mimetismo. Ela desenvolveu semelhança visual e comportamental, emitindo um zumbido característico que se assemelha ao som das asas dessas aves durante o voo. Essa característica serve como defesa contra predadores, que tendem a evitar insetos que se assemelham a aves. Além disso, a territorialidade dos beija-flores, conhecida por afastar outros animais das flores, também beneficia indiretamente a mariposa. A agilidade e a rapidez no voo, outra semelhança com os beija-flores, tornam os ataques ainda mais difíceis.

## Conservação
Atualmente não são conhecidas ameaças que coloquem risco à conservação de Aellopos titan. Em 2018, foi classificada como pouco preocupante no Livro Vermelho da Fauna Brasileira Ameaçada de Extinção do Instituto Chico Mendes de Conservação da Biodiversidade (ICMBio). Em sua área de distribuição, está presente em algumas áreas de conservação: a Área de Proteção Ambiental de Petrópolis (APA Petrópolis), a Área de Proteção Ambiental do Planalto Central (APA Planalto Central), o Parque Nacional da Serra dos Órgãos (PARNA da Serra dos Órgãos), a Reserva Biológica do Gurupi (Rebio do Gurupi), a Reserva Biológica Guaribas (Rebio Guaribas), a Área de Proteção Ambiental de Murici (APA Murici), a Estação Ecológica de Águas Emendadas, o Parque Estadual Morro do Diabo e o Parque Estadual dos Pirineus.